# Biblioteca do Centro Cultural do Banco do Brasil do Rio de Janeiro
A Biblioteca do Centro Cultural do Banco do Brasil do Rio de Janeiro (antiga Biblioteca do Banco do Brasil) é uma biblioteca pública localizada na região Central da cidade do Rio de Janeiro (Rua 1º de Março). O CCBB é mais famoso por suas mostras, mas também mantém uma biblioteca de bom tamanho no 5º andar do prédio. Com um acervo de mais 125 mil obras, sendo assim está entre as maiores da cidade. Seus empréstimos são para funcionários do Banco do Brasil ou para público geral apenas via cadastro em bibliotecas conveniadas (interinstitucional). Funciona de terça-feira a domingo entre 10h às 21h

## História
Foi criada em 1931, possui 2.200 m² em área, sala de leitura para aproximadamente 100 pessoas.

## Seções
É dividido por salas: três salas para a coleção geral, uma sala de referências (dicionários,enciclopédias, obras de referência em geral), uma sala de literatura infantojuvenil, uma sala multimídia e outras salas especiais. O edifício do CCBB data de 1880.

## Reinauguração e Novidades
O Centro Cultural Banco do Brasil fechou sua biblioteca em junho 2018. Houve o rompimento de contrato com a empresa que  prestava serviços para o Centro Cultural. Então foi aberta licitação para contratar uma nova prestadora de serviços, pois a empresa contratada não estava conseguindo cumprir com suas obrigações. O processo de reorganização da biblioteca durou dois meses. Em agosto de 2018 a biblioteca voltou a funcionar com as seguintes novidades:
● Aumento do acervo literário com os mais de 2 mil livros doados pelo embaixador René Haguenauer;
● Novos terminais de busca (os visitantes passaram a ter dez computadores disponíveis para pesquisa.
● O acervo da videoteca pode ser consultado no mesmo andar e os filmes podem ser assistidos na sala multimídia.
● a exposição “A Arte da Escrita”: a biblioteca é ocupada com obras de nomes da literatura que já foram expostos no CCBB, como o catálogo de “Machado de Assis – Tempo e Memória”, exposição de abertura do Centro Cultural, em outubro de 1989.
● Vinte alunos passaram a higienizar, conservar e restaurar o acervo da Biblioteca -tarefas antes realizadas por cinco higienizadores. 
Três monitores, um técnico de conservação, um técnico de restauração, um coordenador técnico, uma coordenadora psicopedagoga, uma coordenadora administrativa e uma bibliotecária acompanham os alunos  nesta empreitada.  

## Destaques do acervo
- Encyclopédie (1778);
- Parte do acervo de Mozart de Araújo;
- 1ª edição francesa de A Riqueza das Nações (1800) de Adam Smith;
- Edição rara das tragédias de Eurípedes, com texto em grego (1879);
- Acervo de 280 exemplares do que se chama de jornalismo primitivo (séculos XVII e XIX)

## Histórico de visitações
- 2004: +210 mil visitas
- 2003: 187 mil visitas
- 2002: 155 mil visitas